# Istifan al-Duwayhi
Esteve ad-Duwayhí o Esteve II Butros (àrab: اسطفانوس الثاني بطرس الدويهي, Isṭīfānūs aṯ-Ṯānī Buṭrus ad-Duwayhī; francès: Étienne Douaihi; llatí: Étienne Douaihi; italià: Stefano El Douaihy) fou un religiós i historiador maronita nascut a Ihdin (Líban) el 1630. Va estudiar al Líban i Roma fins al 1655. Després va servir a Mont Líban i Alep com a religiós. El 1688 fou nomenat bisbe maronita de Nicòsia. El 20 de maig de 1670 fou escollit patriarca de l'església maronita. Va ser un reformador i organitzador eficaç; va crear l'Orde Alepí Libanès Antonià Maronita (1695). Va morir a Kannubin, la seu del patriarcat, el 3 de maig de 1704.
Va escriure una història dels maronites, una cronologia dels patriarques maronites i una història de Síria des de la Primera Croada el 1699.
En 2008 fou proclamat venerable per les seves virtuts heroiques, i en 2024 va ser aprovat un miracle atribuït a la seva intercessió.